# Lacanobia postaliena
Lacanobia postaliena är en fjärilsart som beskrevs av Kovacs 1955. Lacanobia postaliena ingår i släktet Lacanobia och familjen nattflyn. Inga underarter finns listade i Catalogue of Life.